# Cooking Lake
Cooking Lake är en sjö i Kanada.   Den ligger i provinsen Alberta, i den centrala delen av landet, 2 800 km väster om huvudstaden Ottawa. Cooking Lake ligger 732 meter över havet. Arean är 24,7 kvadratkilometer. Den sträcker sig 5,7 kilometer i nord-sydlig riktning, och 8,5 kilometer i öst-västlig riktning.
Omgivningarna runt Cooking Lake är en mosaik av jordbruksmark och naturlig växtlighet. Runt Cooking Lake är det glesbefolkat, med 13 invånare per kvadratkilometer.